# Кинозвёзды не умирают в Ливерпуле
«Кинозвезды не умирают в Ливерпуле» (англ. Film Stars Don't Die in Liverpool) — британский драматический фильм 2017 года, снятый режиссёром Полом Макгиганом. Фильм поставлен по мотивам книги мемуаров актёра Питера Тёрнера.

## Сюжет
Действие картины начинается в 1970-х в Лондоне. Молодой актёр Питер Тёрнер начинает свою карьеру на столичной сцене. Как оказывается, в одном доме с ним живёт стареющая звезда фильмов 1950-х актриса Глория Грэм. Между ними начинается мимолётный прерывающийся на гастроли роман. Глория пытается сохранять оптимизм, продолжает играть в театре, несмотря на возраст и болезнь. Во время гастролей по Великобритании в 1981 году ей становится плохо и у неё диагностируют рак груди. Питер находит Глорию и она просит его провести свои последние дни в Ливерпуле, в доме его родителей.

## В ролях
- Джейми Белл — Питер Тёрнер
- Аннетт Бенинг — Глория Грэм
- Ванесса Редгрейв — Дженни Макдугал
- Кеннет Крэнем — Джо Тёрнер
- Джули Уолтерс — Белла Тёрнер
- Фрэнсис Барбер — Джой Холвард
- Стивен Грэм — Джо Тёрнер младший
- Ласко Аткинс
- Джей Вильерс
- Тим Ахерн
- Бентли Калу
- Лиэнн Бест
- Изабелла Лафлэнд
- Сюзэнн Бертиш
- Карл Фаррер
- Джеймс Блур
- Том Бриттни
- Джои Бэти
- Бен Кура

## Награды и номинации
- 2017 — Премия британского независимого кино[1]:
  - номинация в категории «Лучший актёр» — Джейми Белл
  - номинация в категории «Лучшая актриса второго плана» — Джули Уолтерс
  - номинация в категории «Лучший подбор актёров» — Дебби Макуильямс
  - номинация в категории «Лучший художник-постановщик» — Ив Стюарт
- 2017 — Премия «New Hollywood Award» Голливудского кмнофестиваля — Джейми Белл[2]
- 2017 — Номинация на премию кружка кинокритиков Сан-Франциско в категории «Лучшая актриса» — Аннетт Бенинг[3][4]
- 2018 — Премия «BAFTA»[5]:
  - номинация в категории «Лучший актёр» — Джейми Белл
  - номинация в категории «Лучшая актриса» — Аннетт Бенинг
  - номинация в категории «Лучший адаптированный сценарий» — Мэтт Гринхалг
- 2018 — Премия «AARP Movies for Grownups Awards» в номинации «Лучшая актриса» — Аннетт Бенинг[6]
- 2018 — Номинация на специальную премию «EDA» от «Alliance of Women Film Journalists» — Аннетт Бенинг[7]
- 2018 — Номинация на премию «Evening Standard British Film Awards» в категории «Лучший актёр» — Джейми Белл[8]
- 2018 — Номинация на премию Гильдии музыкальных руководителей в категории «Лучшее музыкальное сопровождение в фильмах с бюджетом до 10 миллионов долларов» — Иэн Нил[9]
- 2018 — Номинация на премию Лондонского кружка кинокритиков в категории «Актриса года» — Аннетт Бенинг[10]
- 2018 — Номинация на премию «Audience» Роттердамского кинофестиваля — Пол Макгиган (9-е место)[11]
- 2018 — Премия «Women’s Image Network Awards»[12][13]:
  - номинация в категории «Выдающийся художественный фильм»
  - номинация в категории «Выдающаяся актриса художественного фильма» — Аннетт Бенинг